# Jörg Hildebrandt

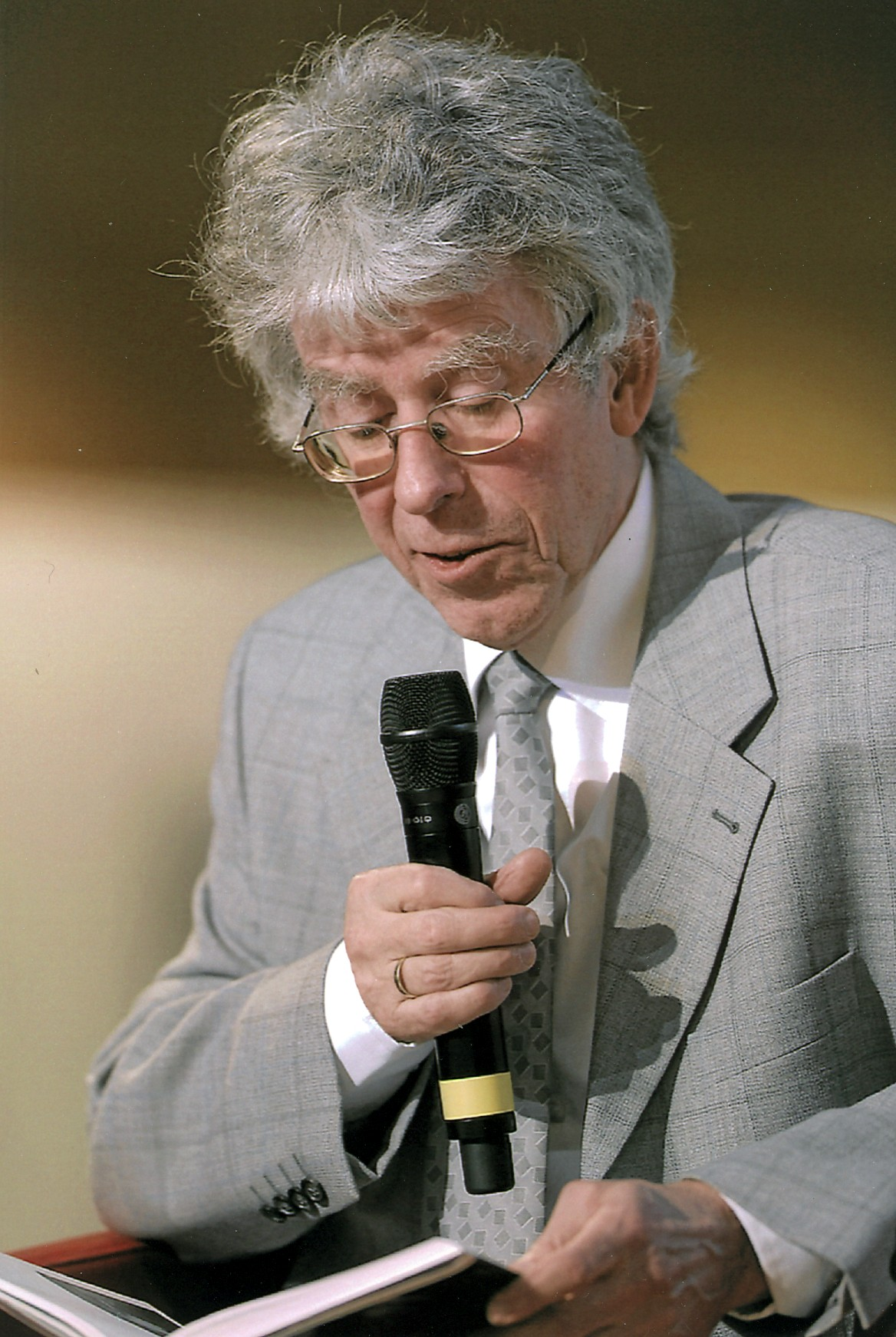
Jörg Hildebrandt (2008)

Jörg Hildebrandt (* 17. Juli 1939 in Johannisburg/Ostpreußen) ist ein deutscher Verlagslektor, Anthologist und Hörfunkjournalist. Als freier Autor beschäftigt er sich vorwiegend mit familiären Zeitzeugen-Dokumentationen deutscher Kriegs- und Nachkriegsgeschichte.

## Herkunft
Hildebrandt stammt aus einer ostpreußischen Pfarrerfamilie; sein Vater Helmut Hildebrandt wirkte von 1932 bis 1939 als Pastor an der Kirche Adlig Kessel nahe Johannisburg. Seine frühe Kindheit verlebte Jörg Hildebrandt in Königsberg, wo der Vater ab 1939 an der Ponarther Kirche wirkte. 1945 flohen die Hildebrandts über das Frische Haff und die Ostsee auf die Insel Rügen. 1950 zog die Familie nach Ost-Berlin, an die Schnittstelle des Kalten Krieges in der Bernauer Straße; sein Vater war dort bis zum Mauerbau 1961 Pfarrer an der 1985 von den DDR-Grenztruppen gesprengten Versöhnungskirche.

## Ausbildung und Beruf
1959 machte Hildebrandt Abitur an der Diesterweg-Oberschule in West-Berlin und nahm ein Studium der Publizistik und Geschichte an der Freien Universität Berlin auf mit Praktikum 1961 beim Sender Freies Berlin. Nach dem Mauerbau erfolgte seine Zwangsaussiedlung aus dem Grenzgebiet; er begann eine journalistische Tätigkeit bei der Ost-Berliner Kirchenpresse. 1963 wurde er zur Nationalen Volksarmee einberufen, verweigerte den Dienst jedoch aus politischen Gründen. Von November 1964 bis Oktober 1966 leistete er Wehrersatzdienst im ersten Jahrgang der neu verordneten Bausoldaten-Einheiten und erfuhr eine halbjährige Inhaftierung wegen Befehlsverweigerung (Strafvollzug in Rostock und in der Justizvollzugsanstalt Ueckermünde, Lager Berndshof). Ab Dezember 1966 arbeitete er als Lektor in der Evangelischen Verlagsanstalt Ost-Berlin (EVA), 1987 bis 1990 als stellvertretender Cheflektor.

## Rundfunkarbeit
Während der friedlichen Revolution in der DDR übernahm Hildebrandt für die neugegründete Sozialdemokratische Partei der DDR (SDP) die Funktion eines Beauftragten im DDR-Hörfunkrat, 1990/91 war er stellvertretender Intendant des Rundfunks der DDR, bzw. des Funkhauses Berlin. 1991 erfolgte seine fristlose Kündigung durch den Rundfunkbeauftragten der Bundesregierung, Rudolf Mühlfenzl, nach längerem Streit über Verfahrensfragen der Föderalisierung und Demokratisierung des einstigen DDR-Rundfunks. Er war sodann Mitbegründer des Ostdeutschen Rundfunks Brandenburg (ORB). 1992 bis 1994 traten Hildebrandt sowie Christoph Singelnstein als erste Kommentatoren der neuen Bundesländer in den ARD-Tagesthemen auf. 1997 bis 2003 übernahm Hildebrandt die Funktion sowohl eines stellvertretenden Chefredakteurs des gemeinsamen ORB/SFB-Programms „Radio Kultur“ als auch von 2001 bis 2003 des Chefredakteurs des Potsdamer Klassikkultur-Programms „Radio 3“ (ORB/NDR).

## Familie
Hildebrandt war seit 1966 bis zu deren Tod 2001  mit Regine Hildebrandt, Brandenburgs Arbeits- und Sozialministerin der Jahre 1990 bis 1999, verheiratet. 1950 lernten sich beide in ihrer Kirchengemeinde kennen, lebten bis 1961 als befreundete Nachbarn unmittelbar an der noch durchlässigen Sektorengrenze und erfuhren hautnah deren schikanösen Alltag. Die gemeinsame Erfahrung der Teilung Berlins führte sie menschlich und weltanschaulich zusammen. Mit Hildebrandts Bruder Herbert Hildebrandt gründeten sie im Oktober 1961 die Berliner Domkantorei, der sie jahrzehntelang angehörten und deren chorische Aktivitäten und soziale Beziehungen entscheidenden Anteil an ihrem Leben hatten. Aus ihrer Ehe stammen drei Kinder: Frauke (* 1969), Jan (* 1971) und Elske (* 1974, SPD-Abgeordnete des Brandenburger Landtags). Hildebrandt ist seit 2004 im Ruhestand. Er lebt heute in einem Mehrgenerationenhaus am Woltersdorfer Flakensee bei Berlin.

## Veröffentlichungen (Auswahl)
- Vor der langen Zeit. Erzählungen zur Weihnacht aus Europa, Afrika, Amerika. Evangelische Verlagsanstalt, Berlin 1968.
- Die Heimkehr des verlorenen Sohnes. Erzählungen aus Frankreich. Evangelische Verlagsanstalt, Berlin 1970.
- Anders ist der Glanz des Mondes. Christliche Erzählungen aus England, Schottland, Wales und Irland. Evangelische Verlagsanstalt, Berlin 1971.
- Weihnachtsgespräch. Abwandlungen eines alten Themas. Evangelische Verlagsanstalt, Berlin 1973.
- Jenseits aller Deiche, jenseits aller Träume ... Erzählungen aus den Niederlanden  . Hrsg. mit Cornelis Ouboter. Evangelische Verlagsanstalt, Berlin 1979.
- Zur Winterzeit der Welt. Weihnacht in europäischen Ländern. Feuilletons, Bilder, Geschichten und Lieder. Evangelische Verlagsanstalt, Berlin 1980.
- Ich kehr zurück im Morgengrauen. Erzählungen aus der Schweiz. Evangelische Verlagsanstalt, Berlin 1984. ISBN 3-374-00564-0.
- Taizé – Wege der Versöhnung. Gegenwart einer Gemeinschaft. Hrsg. mit Christine Müller. Evangelische Verlagsanstalt, Berlin 1984.
- Es neigt sich der Himmel zur Erde. Weihnachtsgeschichten für uns. Evangelische Verlagsanstalt, Berlin 1985.
- Gespräch mit der Hoffnung. Erzählungen aus Italien. Evangelische Verlagsanstalt, Berlin 1987. ISBN 3-374-00155-6.
- Taizé – Ein gemeinsames Leben. Frère Roger in Briefen und Tagebüchern. Hrsg. mit Christine Müller. ISBN 3-374-00128-9.
- Unter dem Wolkenhimmel. Erzählungen aus der Tschechoslowakei. Hrsg. mit Zdeněk Svoboda. Evangelische Verlagsanstalt, Berlin 1989. ISBN 3-374-00795-3.
- Unser Glaube mischt sich ein ... Evangelische Kirche in der DDR 1989. Berichte, Fragen, Verdeutlichungen. Hrsg. mit Gerhard Thomas. Evangelische Verlagsanstalt, Berlin 1990. ISBN 3-374-01172-1.
- Es zogen die Sterne mit goldener Pracht. Weihnacht deutschsprachiger Erzähler des 19. Jahrhunderts. Geschichten und Verse. Evangelische Verlagsanstalt, Berlin 1990. ISBN 3-374-00997-2.
- Bevollmächtigt zum Brückenbau. Heinrich Grüber – Judenfreund und Trümmerpropst. Erinnerungen, Predigten, Berichte, Briefe. Evangelische Verlagsanstalt, Leipzig 1991. ISBN 3-374-01079-2.
- Regine Hildebrandt – Erinnern tut gut. Ein Familienalbum. Aufbau Verlag, Berlin 2008. ISBN 978-3-351-02666-0.
- Gespräche unter Deutschen. Von der Wiedervereinigung geteilter Meinungen. Hrsg. mit Frauke Hildebrandt. Verbum Verlag, Berlin 2011. ISBN 978-3-928918-45-9.